# حافة العالم
حافة العالم (Edge of the World) تُعرف أيضًا "بجبل فهرين"، وهي معلم طبيعي سياحي  في منتزه العارض الوطني في السعودية. تُعرف حافة العالم محليًّا باسم "المطل".تتكون حافة العالم من منحدر صخري على ارتفاع 300 مترٍ ويطل على صحراء شاسعة ووديان عميقة.

## الموقع الجغرافي
تقع حافة العالم عند نهاية سلسلة جبال طويق والتي تتضمن الكثير من الأودية وتغطي الكثبان الرملية أجزاء منها، ولها واجهة مقابلة للغرب بالقرب من قرية العيينة، الواقعة على وادي حنيفة منطقة العارض وسط نجد وتبعد عن مدينة الرياض مسافة 35  كيلومترًا، وهي من ضمن القطاعات المخطط تطويرها من خلال مشروع القدية.
تُشبه الأشكال الصخرية في حافة العالم تلك التي في الأخدود العظيم في الولايات المتحدة الأمريكية.

## التسمية
سُمي مطل حافة العالم بهذا الاسم نسبة إلى كونه مشابه للمطل الشهير بمنطقة الجراند كانيون، بولاية أريزونا الأمريكية، والذي يطلق عليه أيضاً "حافة نهاية العالم". بالإضافة إلى ذلك، أطلق عليه السعوديون اسم "نهاية العالم"؛ لكونها تطل على وادٍ كبير يبدو وكأنه لا نهاية له.
تُعد حافة  العالم جزءًا من سلسلة جبال طويق التي تمتد لمسافة تقارب 800 كيلومترًا مكونة من الحجر الجيري، تبدأ من جنوب القصيم شمالًا وحتى الربع الخالي جنوبًا، على شكل طوق أو قوس طرفاه يتجهان نحو الغرب. سمُيت كذلك حافة العالم بهذا الاسم لأنها تشبه شكل القوس (أي طوق باللهجة النجدية).

## الجيولوجيا
تكون الجبل الذي تقع فيه حافة العالم نتيجة مقاومة الطبقات الصلبة من الجبل لعوامل التعرية حيث يعتقد الجيولوجيون أن المنطقة تكونت نتيجة الزلازل الكبرى التي تراكم تأثيرها من خلال ملايين السنين نتيجة لتحركات الصفائح (التكتونية) للكرة الأرضية، وذلك قبل 135-180 مليون سنة. استمرت الحافة مغمورة بالمياه لمدة 130 مليون سنة تقريبًا وبقيت مغمورة حتى جفت المنطقة قبل حوالي 50 مليون سنة. ولذلك يوجد فيها أنواع كثيرة من الأحافير، والمتحجرات المرجانية، وأصداف، وقواقع، وأمونايت.

## التاريخ
كانت حافة العالم تطلُّ على طريق تجاري قديم، يُستخدم لعبور شبه الجزيرة العربية من اليمن إلى بلاد الشام وبلاد فارس.

## الجولات السياحية والمغامرات
يُمكن ممارسة العديد من الأنشطة والمغامرات في منطقة حافة العالم، حيث يمكن للزوار سلك الكثير من الطرق المنحدرة والمؤدية إلى القمة لمشاهدة غروب الشمس. يستغرق الوصول إلى القمة  من 15 إلى 30 دقيقة تقريبًا، كما يمكن للزوار تجربة النزول بالحبال على سفوحها واستكشاف بعض الكهوف ومشاهدة النجوم كونها منطقة خالية من التلوث الضوئي الذي يحجب أضواء النجوم الخافتة.

## وصلات خارجية
- مدينة الرياض -أنشطة ومغامرات
- روح السعودية
- اكتشف القدية